# Bridge of Sighs
Bridge of Sighs (Puente de los Suspiros)  es el segundo álbum de estudio del músico británico Robin Trower, publicado en 1974 como su segunda producción luego de su salida de Procol Harum, siendo el álbum que impulsó su carrera solista. Canciones de este disco como "Bridge of Sighs", "Too Rolling Stoned", "Day of the Eagle" y "Little Bit of Sympathy" se convirtieron en adiciones comunes a su repertorio en directo.

## Lista de canciones
1. "Day of the Eagle" – 4:59
2. "Bridge of Sighs" – 5:05
3. "In This Place" – 4:28
4. "The Fool and Me"; 3:57
5. "Too Rolling Stoned" – 7:29
6. "About to Begin" – 3:43
7. "Lady Love" – 3:21
8. "Little Bit of Sympathy" – 4:20

## Personal
- Robin Trower – guitarra
- James Dewar – bajo, voz
- Reg Isidore – batería